# Adrián Káčerik
Adrián Káčerik (2 agosto 1997) è un calciatore slovacco, centrocampista o ala del Chojniczanka Chojnice.

## Statistiche

### Presenze e reti nei club
Statistiche aggiornate al 24 gennaio 2023.
| Stagione                 | Squadra                  | Campionato               | Campionato | Campionato | Coppe nazionali | Coppe nazionali | Coppe nazionali | Coppe europee | Coppe europee | Coppe europee | Altre coppe | Altre coppe | Altre coppe | Totale | Totale |
| Stagione                 | Squadra                  | Comp                     | Pres       | Reti       | Comp            | Pres            | Reti            | Comp          | Pres          | Reti          | Comp        | Pres        | Reti        | Pres   | Reti   |
| ------------------------ | ------------------------ | ------------------------ | ---------- | ---------- | --------------- | --------------- | --------------- | ------------- | ------------- | ------------- | ----------- | ----------- | ----------- | ------ | ------ |
| apr.-mag. 2017           | Podbrezová               | SL                       | 1          | 0          | CS              | -               | -               | -             | -             | -             | -           | -           | -           | 1      | 0      |
| 2017-2018                | Podbrezová               | SL                       | 6          | 0          | CS              | 2               | 0               | -             | -             | -             | -           | -           | -           | 8      | 0      |
| Totale Podbrezová        | Totale Podbrezová        | Totale Podbrezová        | 7          | 0          |                 | 2               | 0               |               | -             | -             |             | -           | -           | 9      | 0      |
| 2017-2018                | Podbrezová II            | 2.L                      | 27         | 0          | -               | -               | -               | -             | -             | -             | -           | -           | -           | 27     | 0      |
| 2018-2019                | Liptovský Mikuláš        | 2.L                      | 24         | 1          | CS              | 3               | 0               | -             | -             | -             | -           | -           | -           | 27     | 1      |
| 2019-2020                | Liptovský Mikuláš        | 2.L                      | 11         | 2          | CS              | 2               | 1               | -             | -             | -             | -           | -           | -           | 13     | 3      |
| 2020-2021                | Liptovský Mikuláš        | 2.L                      | 28         | 7          | CS              | 2               | 0               | -             | -             | -             | -           | -           | -           | 30     | 7      |
| 2021-2022                | Liptovský Mikuláš        | SL                       | 26+1       | 0+1        | CS              | 2               | 1               | -             | -             | -             | -           | -           | -           | 29     | 2      |
| 2022-gen. 2023           | Liptovský Mikuláš        | SL                       | 17         | 2          | CS              | 4               | 3               | -             | -             | -             | -           | -           | -           | 21     | 5      |
| Totale Liptovský Mikuláš | Totale Liptovský Mikuláš | Totale Liptovský Mikuláš | 106+1      | 12+1       |                 | 13              | 5               |               | -             | -             |             | -           | -           | 120    | 18     |
| gen.-giu. 2023           | Dukla B.B.               | SL                       | 0          | 0          | CS              | 0               | 0               | -             | -             | -             | -           | -           | -           | 0      | 0      |
| Totale carriera          | Totale carriera          | Totale carriera          | 140+1      | 12+1       |                 | 15              | 5               |               | -             | -             |             | -           | -           | 156    | 18     |

## Palmarès

### Club

#### Competizioni nazionali
- 2. Liga: 1

Liptovský Mikuláš: 2020-2021